# 賴尼薩爾特斯山
47°03′40″N 9°13′26″E / 47.0612°N 9.2238°E

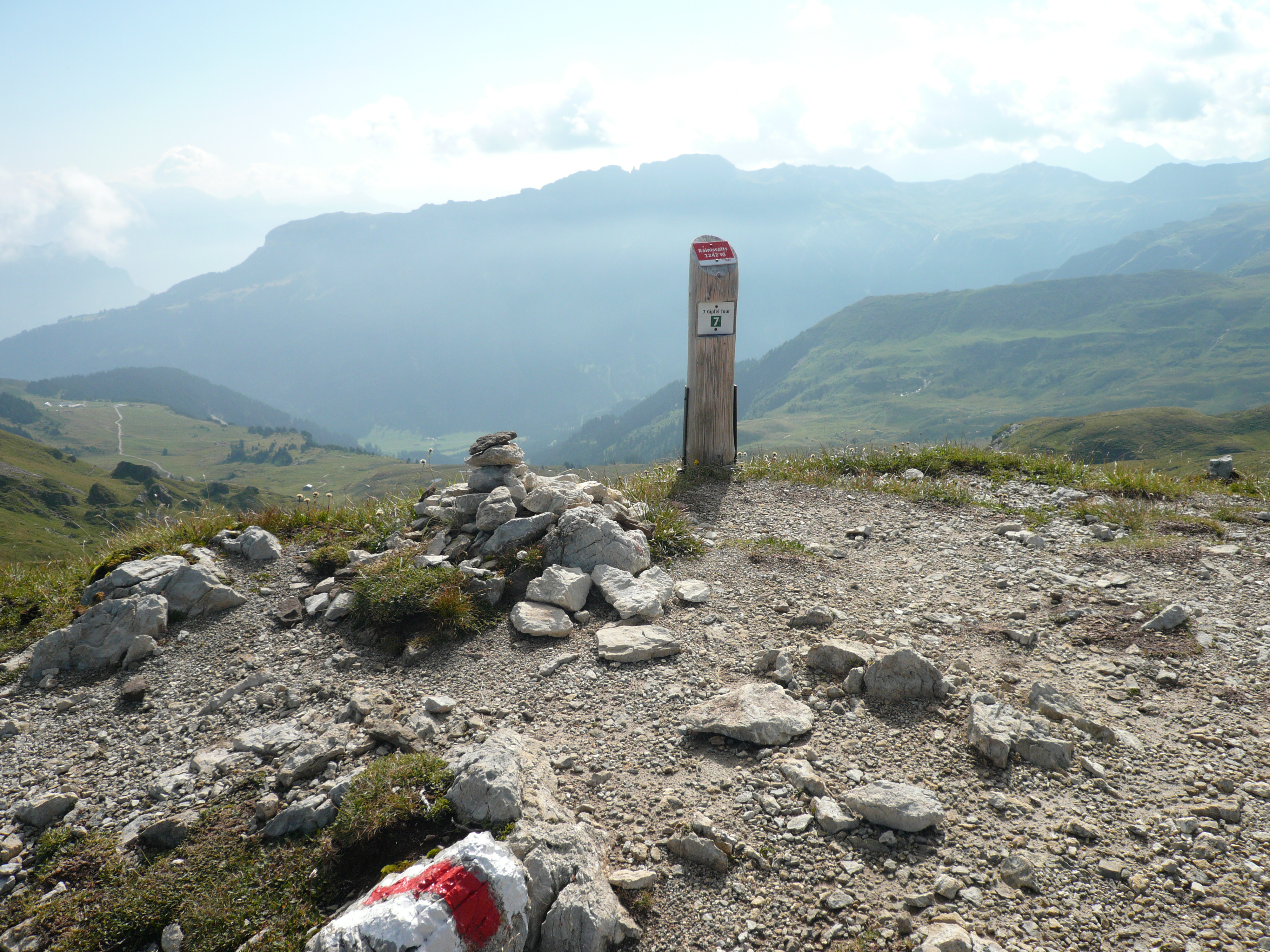

賴尼薩爾特斯山（德語：Rainissalts），是瑞士的山峰，位於該國東北部，由聖加侖州負責管轄，距離萊斯特山0.8公里，海拔高度2,258米，每年平均降雨量1,954毫米。